# Laodike VI
Laodike VI, död cirka 114 f.Kr, var drottning och regent av Pontus. Hon var gift med Mithridates V av Pontus och därefter medregent med sin son Mithridates VI Eupator från 120 till 116. 
Laodike var dotter till Antiochos IV Epiphanes och Laodike IV. Hon gifte sig 152 f.Kr med Pontus' tronföljare Mithridates, som två år senare blev kung. År 120 mördades Mithridates V under en bankett. I sitt testamente lämnade han tronen i arv till Laodike VI och deras två söner Mithridates VI Eupator och Mithridates Chrestus. Eftersom sönerna var minderåriga blev hon i praktiken ensam regent. Laodike VI ska ha skuldsatt staten genom slöseri på lyx och ha accepterat mutor från Rom. Hon favoriserade sin yngre son Chrestus, och hennes äldre son Eupator flydde därför Pontus. År 116 f.Kr återvände Eupator, avsatte sin mor och bror och fängslade dem och erövrade hela makten. Laodike VI avled i fängelset av naturliga orsaker, medan Chrestus möjligen blev mördad. De fick båda kungliga begravningar. 
Barn: 
1. Laodike av Kappadokien
2. Mithridates VI Eupator
3. Mithridates Chrestus
4. Laodike av Pontus
5. Nysa
6. Roxana
7. Statira